# United States Basketball League
La United States Basketball League è stata una lega di pallacanestro statunitense estiva, nota con l'acronimo di USBL.
Nata nel 1985 è stata attiva fino al 2007 con la sola eccezione del campionato non disputato nel 1989.
Gli ultimi campioni sono stati i Kansas Cagerz.

## Albo d'oro
- 1985 -  Springfield Fame
- 1986 -  Tampa Bay Flash
- 1987 -  Miami Tropics
- 1988 -  N.H. Skyhawks
- 1989 - stagione non disputata
- 1990 -  Jacksonv. Hooters
- 1991 -  Philadelphia Spirit
- 1992 -  Miami Tropics
- 1993 -  Miami Tropics
- 1994 -  Jacksonv. Hooters
- 1995 -  Florida Sharks
- 1996 -  Florida Sharks

- 1997 -  Atl. City Seagulls
- 1998 -  Atl. City Seagulls
- 1999 -  Atl. City Seagulls
- 2000 -  Dodge City Legend
- 2001 -  Penn. ValleyDawgs
- 2002 -  Oklahoma Storm
- 2003 -  Dodge City Legend
- 2004 -  Penn. ValleyDawgs
- 2005 -  Dodge City Legend
- 2006 -  Nebraska Cranes
- 2007 -  Kansas Cagerz